# Paint Drying
Artykuł ten został zgłoszony do umieszczenia na stronie głównej w rubryce „Czy wiesz”.
Pomóż nam go sprawdzić: oceń zgłoszoną nominację.
Paint Drying (pol. Schnięcie farby) – brytyjski eksperymentalny film protestacyjny, wyprodukowany, wyreżyserowany i nakręcony przez Charliego Shackletona. Film składa się z 607 minut (10 godzin i 7 minut) statycznego ujęcia schnącej na ceglanej ścianie białej farby. Shackleton nakręcił go, aby zaprotestować przeciwko cenzurze filmowej w Wielkiej Brytanii i kosztom narzucanym niezależnym filmowcom przez British Board of Film Classification (BBFC), instytucję pobierającą opłaty za obowiązkowe nadanie kategorii wiekowej.
Intencją Shackletona było zmuszenie BBFC do obejrzenia całych dziesięciu godzin filmu w ramach procesu nadawania kategorii wiekowej. Początkowo twórca nakręcił 14 godzin materiału filmowego przedstawiającego schnącą farbę w rozdzielczości 4K, a następnie rozpoczął zbiórkę na Kickstarterze, aby opłacić jak największą część pobieranej przez BBFC stawki za minutę oglądania i klasyfikowania filmu. Zebrano 5936 funtów od 686 darczyńców. Po zapoznaniu się z filmem, BBFC przyznało mu ocenę „U” (Universal), wskazując na „brak materiału, który mógłby obrazić lub zaszkodzić”.
Film Paint Drying został po raz pierwszy zaprezentowany publicznie w Queensland Art Gallery and Gallery of Modern Art w Brisbane w Australii w dniach 10–29 listopada 2023 roku, w ramach wystawy filmowej Cinema Obstructed, której współkuratorem był Shackleton. Do lutego 2024 roku film nie był wyświetlany w kinach ani udostępniany publicznie online.

## Streszczenie
Pozbawiony fabuły film Paint Drying składa się z 607 minut (10 godzin i 7 minut) statycznego obrazu schnącej na ceglanej ścianie białej farby. Cały film składa się z pojedynczego, pozbawionego dźwięku ujęcia. Tytuł filmu pochodzi od angielskiego wyrażenia like watching paint dry (pl. „jak oglądanie schnącej farby”), które odnosi się do czegoś bardzo żmudnego lub nudnego.

## Produkcja

### Tło i koncepcja

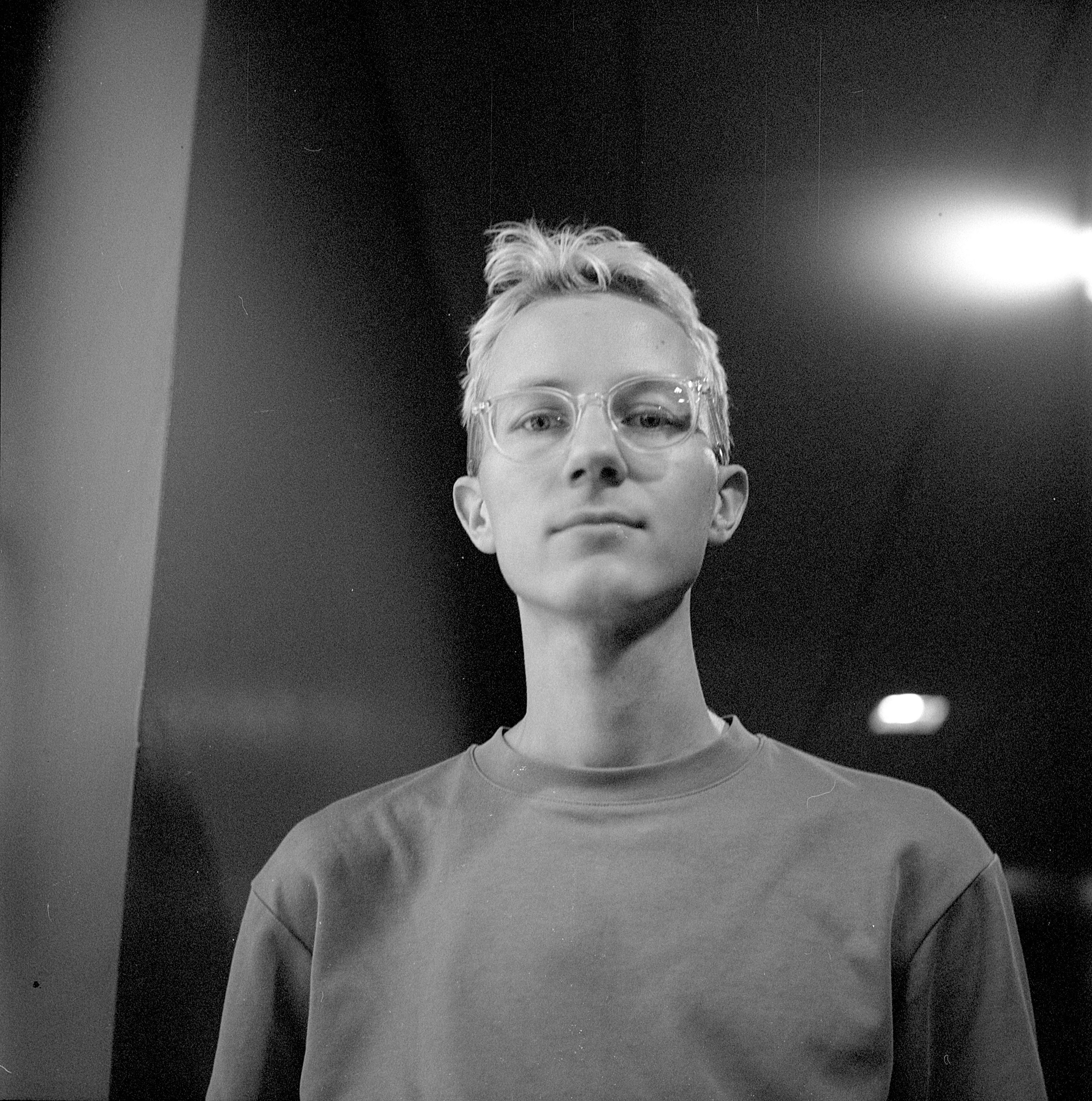
Shackleton w 2022 roku

Charlie Shackleton to niezależny brytyjski twórca filmowy. Napisał, wyreżyserował i wyprodukował kilka niezależnych filmów, m.in. eseistyczne filmy dokumentalne Beyond Clueless (2014) — jego debiut reżyserski — i Fear Itself (2015). Brytyjska Rada Klasyfikacji Filmowej (BBFC) jest organem odpowiedzialnym za krajową klasyfikację i cenzurę filmów wyświetlanych w kinach oraz utworów wideo wydanych na nośnikach fizycznych w Wielkiej Brytanii. Wszyscy filmowcy chcący wyświetlać film w brytyjskich kinach, muszą uzyskać ocenę BBFC lub zwolnienie z tego obowiązku od lokalnych władz. W 2015 roku koszt oceny filmu przez BBFC wynosił 101,50 funta brytyjskiego, plus 7,09 funta za każdą minutę filmu.
Paint Drying to protest przeciwko cenzurze filmowej w Wielkiej Brytanii oraz przeciwko wysokim, niesprawiedliwym kosztom nakładanym na niezależnych filmowców przez obowiązkowe wymagania klasyfikacji BBFC. Według Shackletona „ten projekt [Paint Drying] jest kulminacją dekady spędzonej na bezcelowym krytykowaniu BBFC, dekady, która zaczęła się, gdy miałem 13 lat”. Shackleton twierdzi, że jego niechęć do BBFC zaczęła się, gdy czytał sekcję ciekawostek na IMDb dotyczącą amerykańskiego filmu Podziemny krąg (1999) i zdał sobie sprawę, że wersja, którą widział, została ocenzurowana przez BBFC poprzez wycięcie sześciu sekund, aby „zmniejszyć poczucie sadystycznej przyjemności z zadawania przemocy”. Shackleton stwierdził: „jeśli będziemy cenzurować sztukę z powodu tego, że może ona komuś zaszkodzić, zostaniemy bez żadnej sztuki. Czy The White Album powinien zostać zakazany, ponieważ Charlie Manson użył utworu »Helter Skelter« do usprawiedliwienia morderstwa?”
Wyrażając sprzeciw wobec stawki BBFC za minutę klasyfikacji filmów, Shackleton twierdził, że średni koszt klasyfikacji wiekowej dla niezależnych filmowców może przekroczyć 1000 funtów, co dla większości z nich stanowi dotkliwe obciążenie finansowe. Według Shackletona certyfikat BBFC dla jego debiutanckiego, samodzielnie dystrybuowanego filmu Beyond Clueless kosztował 867,60 funta, co stanowiło mniej więcej pięćdziesiąt procent jego budżetu dystrybucyjnego. Shackleton podał, że znał kilka planowanych premier kinowych niezależnych filmowców, które musiały zostać porzucone z powodu zbyt wysokich kosztów, co — jak dodał — było „okropne dla brytyjskiej kultury filmowej”. Pomysł nakręcenia filmu o wysychaniu farby zrodził się podczas wydarzenia filmowców w BBFC w 2015 roku. Shackleton spodziewał się zobaczyć tam konflikt między klasyfikatorami z BBFC a uczestniczącymi w wydarzeniu filmowcami, ale ku jego zaskoczeniu do żadnej konfrontacji nie doszło; dodał, że wręcz przeciwnie, wielu obecnych wydawało się popierać BBFC. Krytykował także klasyfikatorów za dyskusje na temat cenzury niektórych filmów oraz zasadności takich działań.

Film Paint Drying powstał po to, by zmusić Brytyjską Radę Klasyfikacji Filmowej (BBFC) do obejrzenia pełnych dziesięciu godzin filmu i nadania mu kategorii wiekowej.

Shackleton początkowo nakręcił 14 godzin materiału filmowego o wysychaniu białej farby w rozdzielczości 4K. Wybrał kolor biały ze względu na jego „urok Toma Sawyera”.  Lokalizacja pomalowanej ściany nie została ujawniona. 16 listopada 2015 roku Shackleton rozpoczął kampanię na Kickstarterze, aby sfinansować opłatę za możliwie najwięcej minut filmu. Zebrane fundusze miały zostać przeznaczone na pokrycie kosztów klasyfikacji wiekowej, a ostateczna długość filmu zależeć miała od kwoty zebranej w ramach kampanii.
Do 18 listopada zebrano 961 funtów (co odpowiadało 2 godzinom i 1 minucie materiału filmowego), a osoba niezwiązana z kampanią stworzyła stronę internetową, która na bieżąco śledziła, jak długo będzie trwał film Paint Drying. Do 20 listopada filmowi udało się zebrać 3147 funtów, co odpowiadało ponad siedmiu godzinom materiału filmowego. Do 23 listopada na Paint Drying wpłacono 4000 funtów. Shackleton oświadczył, że nakręci więcej materiału, jeśli kampania na Kickstarterze zbierze ponad 6057 funtów (a więc na 14 godzin materiału filmowego), jednak ostatecznie tak się nie stało.
Shackleton powiedział The Daily Telegraph, że ma nadzieję, iż crowdfunding klasyfikacji BBFC dla filmu pokaże, jak wiele osób jest zaniepokojonych cenzurą filmową w Wielkiej Brytanii. Dodał również, że perspektywa zmuszania egzaminatorów BBFC do oglądania schnącej farby jest zabawna. Shackleton przyznał, że Paint Drying prawdopodobnie nie będzie miało dużego wpływu na cenzurę filmową w Wielkiej Brytanii, ale mimo to ma nadzieję, że zachęci ludzi do dyskusji na temat praktyk BBFC. Stwierdził również, że ludzie akceptują BBFC wyłącznie ze względu na wiek organizacji, a gdyby podobna instytucja zajmująca się cenzurowaniem literatury lub muzyki została założona dziś, wybuchłoby publiczne oburzenie. Kampania na Kickstarterze zakończyła się 31 grudnia 2015 r., po zebraniu 5936 funtów od 686 darczyńców, co odpowiadało 731 minutom (12 godzinom i 11 minutom) materiału filmowego, który ostatecznie, po uwzględnieniu opłat na Kickstarterze i podatku VAT, został skrócony do 10 godzin i 7 minut.
Kampanię wsparli również darczyńcy spoza Wielkiej Brytanii, co zaskoczyło Shackletona, ponieważ zakładał, że osoby niebrytyjskie nie rozumieją uprawnień BBFC. Doszedł do wniosku, że cenzura jest „dość uniwersalnym pojęciem”. Shackleton stwierdził również, że filmowcy z całego świata, szczególnie z Australii i Indii, popierają film Paint Drying . Pomimo sugestii zwolenników, aby potajemnie wstawić penisa w jedną z klatek filmu Paint Drying, Shackleton ostatecznie zrezygnował z tego pomysłu, uznając, że odwróciłoby to uwagę od głównego celu filmu.

## Klasyfikacja
Pakiet Digital Cinema, który Shackleton przesłał do BBFC w celu klasyfikacji, miał rozmiar 310 gigabajtów. Ze względu na długość filmu, klasyfikatorzy BBFC podzielili oglądanie na dwie sesje w ciągu dwóch kolejnych dni. Większość materiału obejrzano 25 stycznia. Równolegle z procesem klasyfikacji, Shackleton przeprowadził sesję pytań i odpowiedzi „Zapytaj mnie o cokolwiek” (AMA) na forum tematycznym w serwisie Reddit, podczas której stwierdził, że sam nie obejrzał filmu w całości. Post Shackletona otrzymał setki komentarzy w ciągu jednego dnia i stał się najpopularniejszym postem na forum tego dnia. 26 stycznia, po przejrzeniu filmu, BBFC przyznało mu ocenę „U” od „Universal”, co oznacza „brak materiału, który mógłby obrazić lub zaszkodzić”. Po otrzymaniu cyfrowej kopii certyfikatu Shackleton napisał w serwisie Twitter, że „5936 funtów zostało dobrze wydane”.
W odpowiedzi na protest BBFC oświadczyło, że sklasyfikuje film tak jak każde inne zgłoszenie. Dodało, że „BBFC jest organizacją non-profit, która działa na rzecz ochrony dzieci przed treściami, które mogą stwarzać ryzyko szkody, oraz umożliwia społeczeństwu, zwłaszcza rodzicom, podejmowanie świadomych wyborów dotyczących oglądania treści. Stosuje Wytyczne Klasyfikacji, które odzwierciedlają zmieniające się postawy społeczne wobec treści medialnych, opracowywane na podstawie konsultacji społecznych i badań”. BBFC wskazało również, że jego jedynym źródłem dochodu są opłaty za świadczone usługi. Paint Drying nie jest najdłuższym filmem ocenionym przez BBFC – francuski kryminał Out 1 (1971) trwa 773 minuty (12 godzin i 55 minut) i został sklasyfikowany przez BBFC w 2015 roku, otrzymując ocenę 15 ze względu na „bardzo wulgarny język”.

## Przyjęcie
Chociaż prawdopodobnie film nie miał żadnego wpływu na zarządzanie BBFC, pomysł i argumenty podniesione przez Shackletona były od tego czasu  omawiane w kontekście cenzury i klasyfikacji filmów. Po tym, jak film został po raz pierwszy sklasyfikowany przez BBFC, AV Club stwierdził, że „prawdopodobnie wkrótce pojawi się 14-godzinna wersja reżyserska”, a Gizmodo AU uznało, że umieszczenie filmu na YouTube byłoby idealnym sposobem, by jego „filmowy kunszt” był trwale dostępny  dla każdego. Brytyjski magazyn Dazed stwierdził, że gdyby Shackleton pozwolił na wyświetlanie Paint Drying w kinach, byłby to znakomity sposób na zrobienie psikusa drugiej połówce w Walentynki.  W opublikowanym w kwietniu 2017 roku artykle w National Post twórczość Shackletona chwalono; autor Calum Marsh nazwał Paint Drying komedią i docenił zaangażowanie Shackletona w jej stworzenie. Marsh przyznał, że nie jest pewien jej wartości filmowej, lecz jako komedia jest ona „bardzo, bardzo dobra".
Paint Drying to film, z którego Shackleton jest najbardziej znany. 1 marca 2016 r. film był tematem eseju wideo we francuskiej serii Blow Up, emitowanej przez Arte. W eseju prezenter Luc Lagier pozytywnie porównuje film do Wavelength (1967), dzieła strukturalnego, składającego się ze stopniowo powiększanego ujęcia pokoju. W artykule napisanym dla Vice w kwietniu 2017 r., Shackleton stwierdził, że BBFC nie zmieniło się od czasu jego protestu i „nadal całkowicie zakazuje filmów”. 15 października 2018 r. Paint Drying zostało zaprezentowane w odcinku serii P brytyjskiego programu panelowego QI. W 2022 r. badaczka Arina Pismenny wskazała Paint Drying jako przykład sztuki, która jest obiektywnie nudna, ale interesująca ze względu na kontekst.
Na stronie internetowej Letterboxd, znajduje się kilka tysięcy recenzji użytkowników filmu Paint Drying, które składają się wyłącznie z podanych przez nich informacji osobistych niezwiązanych z filmem, takich jak traumatyczne doświadczenia, wydarzenia osobiste i aktualności z życia — użytkownicy traktują je jak pamiętnik. Shackleton,  poinformowany przez znajomego o tych "recenzjach" stwierdził, że chociaż są dziwne, to bardzo je lubi, i nazwał je „nieprawdopodobnym drugim aktem” Paint Drying. Następnie dodał, że czuje się jak „dziwny obserwator”, ponieważ żaden z użytkowników zostawiających recenzje nie widział filmu ani nie zna jego twórczości. Publikacja Hipersónica porównała profil filmu Paint Drying na Letterboxd do tablicy ogłoszeń i stwierdziła, że służy on jako przykład kultury oraz podejścia społeczności Letterboxd do recenzowania filmów.

## Dystrybucja
Chociaż Shackleton nie planował szerokiej dystrybucji kinowej, 25 stycznia 2016 r. oświadczył, że prowadzi rozmowy z kinem w Londynie na temat ewentualnego pokazu filmu. Shackleton planował, że po pokazie odbędzie się publiczna debata na temat cenzury filmowej. Później dodał, że „wymagałoby to pewnego wysiłku, [w kwestii] sposobu pokazania filmu. Nie wyobrażam sobie, aby wiele osób wytrzymało całość”, stwierdzając, że film musiałby zostać wyświetlony w miejscu, które umożliwiłoby widzom swobodne wchodzenie i wychodzenie z kina. Ostatecznie z tych rozmów nic nie wyszło, a Paint Drying miał swoją premierę w Queensland Art Gallery i Gallery of Modern Art w Brisbane w Australii w dniach 10–29 listopada 2023 r.  Film był wyświetlany w budynku Gallery of Modern Art & Cinema w ramach artystycznej wystawy filmów Cinema Obstructed, której Shackleton był współkuratorem wraz z pochodzącym z Australii Robertem Hughesem.
Film Paint Drying miał drugi pokaz publiczny — i pierwszy w Europie — jako instalacja artystyczna w kinie São Jorge w Lizbonie 9 maja 2025 roku podczas Międzynarodowego Festiwalu Filmowego IndieLisboa, na którym pokazano również trzy inne filmy Shackletona. Wstęp był bezpłatny, a Shackleton miał okazjonalnie pojawiać się na pokazie. Film został wyświetlony na „małym prywatnym ekranie” w Rank Room, gdzie przed premierą w okresie Nowego Państwa w Portugalii wyświetlano filmy poddawane cenzurze.
Do lutego 2024 r. film nie trafił do kin ani nie został udostępniony publicznie w Internecie. Jedyna publiczna kopia filmu, wydana na Blu-ray z autorską grafiką, została  w kwietniu 2024 r. sprzedana na aukcji anonimowemu oferentowi za 800 funtów. Kwota ta została przekazana organizacji charytatywnej Medical Aid for Palestinians na rzecz ofiar izraelskiej inwazji na Strefę Gazy.